# Грицана (Болоња)
Грицана (итал. Grizzana) је насеље у Италији у округу Болоња, региону Емилија-Ромања.
Према процени из 2011. у насељу је живело 284 становника. Насеље се налази на надморској висини од 557 м.